# باشگاه فوتبال تاج تهران در فصل ۴۰–۱۳۳۹
باشگاه فوتبال تاج تهران در فصل ۴۰–۱۳۳۹ این فصل، پانزدهمین فصل حضور تیم تاج، که امروزه با نام استقلال شناخته می‌شود در فوتبال ایران بود. تاج در این فصل در جام باشگاه‌های تهران، جام حذفی تهران و چند دیدار دوستانه شرکت کرد و توانست عنوان قهرمانی جام باشگاه‌ها و جام حذفی را به دست بیاورد.

## پیش زمینه
مسابقات این فصل باشگاهی تهران در حالی آغاز شد که تیم تاج تهران در دوران اوج قدرت خود به سر می‌برد؛ تیم تاج تهران از سال ۳۵ به صورت پی در پی فاتح مسابقات مختلف در سطح استانی و کشوری شده بود و در این سال نیز به عنوان مدعی شماره یک رقابت‌ها پا به میدان نهاد.

## مرور فصل
مسابقات این فصل ابتدا با رقابت‌های جام حذفی تهران آغاز شد و با قهرمانی تاج تهران پایان یافت. در ادامه فصل مسابقات جام باشگاه‌های تهران در دو مرحله انجام شد و با قهرمانی تیم تاج تهران و عنوان دومی تیم دارایی تهران به پایان رسید. ضمن این‌که در این فصل، فوتبال ایران شاهد درخشش تیم دیهیم تهران که به نوعی تیم جوانان باشگاه تاج تهران محسوب می‌شد نیز بود. مربی تیم دیهیم رسول مددنوعی بود. مرحله نخست بازی‌ها از نیمه دوم ۱۳۳۹ و به صورت گروهی آغاز شد و تیم‌های برتر به دور دوم راه یافتند. در مرحله دوم که بازی‌ها به صورت دوره‌ای برگزار می‌شد، تیم تاج تهران تنها با یک شکست عنوان قهرمانی را به دست آورد. هفته پایانی رقابت‌ها پس از ۳ ماه تأخیر برگزار شد.

## بازیکنان
بازیکنانی که در این سال برای تیم تاج به میدان رفتند عبارت بودند از: محمد بیاتی، منوچهر طیورچی، حسن حبیبی، محمد نجاری، عارف قلی‌زاده، رضا زمینی، محمد رنجبر، مهدی صفری، ایرج حاتم، گارنیک مهرابیان، پرویز علی‌زاده، بهمن نوروزی، کامبیز جمالی، بیوک جدی‌کار، محمود بیاتی، پرویز کوزه‌کنانی، نادر افشارعلوی، فتح‌الله حسن‌بیگی

## بازی‌ها

### جام باشگاه‌های تهران

#### مرحله مقدماتی
منبع
| ۲ دی ۱۳۳۹ ۱ | تاج تهران | ۱ – ۱ | دیهیم تهران  | تهران                                   |
|             | مهرابیان  |       | ارشد ابوطالب | ورزشگاه: امجدیه تهران داور: اصغر تهرانی |

| ۸ دی ۱۳۳۹ ۲ | تاج تهران | ۱۰ – ۰ | کوروش تهران | تهران                 |
|             |           |        |             | ورزشگاه: امجدیه تهران |

| ۱۶ دی ۱۳۳۹ ۳                                                                 | تاج تهران | (۵) – (۰) | تهران‌جوان | تهران                 |
|                                                                              |           |           |           | ورزشگاه: امجدیه تهران |
| یادداشت: تیم تهران‌جوان در زمین بازی حاضر نشد و بازی به سود تاج اعلام ثبت شد. |           |           |           |                       |

| ۲۵ دی ۱۳۳۹ ۴ | تاج تهران | ۵ – ۱ | البرز تهران | تهران                 |
|              |           |       |             | ورزشگاه: امجدیه تهران |

| ۲۹ دی ۱۳۳۹ ۵ | تاج تهران | ۸ – ۰ | شجاعت تهران | تهران                 |
|              |           |       |             | ورزشگاه: امجدیه تهران |

| ۱۰ بهمن ۱۳۳۹ ۶ | تاج تهران | v | تهران‌جوان | تهران                 |
|                |           |   |           | ورزشگاه: امجدیه تهران |

#### مرحله نهایی
| ۵ اسفند ۱۳۳۹ ۱ | تاج تهران         | ۲ – ۰ | دیهیم تهران | تهران                                   |
|                | کوزه‌کنانی · افشار |       |             | ورزشگاه: امجدیه تهران داور: اصغر تهرانی |

| ۱۲ اسفند ۱۳۳۹ ۲ | تاج تهران | ۱ – ۰ | تهران‌جوان | تهران                 |
|                 |           |       |           | ورزشگاه: امجدیه تهران |

| ۱۶ اسفند ۱۳۳۹ ۳ | تاج تهران          | ۳ – ۱ | سپه تهران | تهران                                   |
|                 | کوزه‌کنانی · نوروزی |       | کدخدازاده | ورزشگاه: امجدیه تهران داور: اصغر تهرانی |

| ۱۱ فروردین ۱۳۴۰ ۴ | تاج تهران | ۱ – ۰ | شاهین تهران | تهران                                  |
|                   | افشار     |       |             | ورزشگاه: امجدیه تهران داور: داود نصیری |

| ۸ اردیبهشت ۱۳۴۰ ۵ | تاج تهران                   | ۵ – ۲ | نادر تهران | تهران                                   |
|                   | کوزه‌کنانی · مهرابیان · حاتم |       | لطیفی      | ورزشگاه: امجدیه تهران داور: اصغر تهرانی |

| ۹ تیر ۱۳۴۰ ۷ | تاج تهران | ۰ – ۲ | دارایی تهران | تهران                                   |
|              |           |       | نوریان       | ورزشگاه: امجدیه تهران داور: اصغر تهرانی |

| ۲۳ تیر ۱۳۴۰ ۸ | تاج تهران          | ۵ – ۱ | داریوش تهران     | تهران                                   |
|               | جدیکار · کوزه‌کنانی |       | رنجبر (گل‌به‌خودی) | ورزشگاه: امجدیه تهران داور: اصغر تهرانی |

| ۱۴ مهر ۱۳۴۰ ۹ | تاج تهران | ۱ – ۰ | کیان تهران | تهران                                 |
|               | افشار     |       |            | ورزشگاه: امجدیه تهران داور: سعید صدری |

### جام حذفی تهران
این رقابتها در شهریور و مهر ماه سال ۱۳۳۹ با حضور تیمهای سطوح یک تا سه تهران برگزار شد؛ باشگاه تاج تهران که امروزه با نام استقلال شناخته می‌شود در این فصل با کسب پنج پیروزی توانست عنوان قهرمانی را به دست بیاورد.

#### مرحله نهایی
| مهر ۱۳۳۹ فینال                                    | تاج تهران | ۱–۰ | تهران‌جوان | تهران                 |
|                                                   |           |     |           | ورزشگاه: امجدیه تهران |
| یادداشت: این بازی با برتری تیم تاج همراه بوده‌است. |           |     |           |                       |

منبع

### بازی‌های دوستانه
منبع
| شهریور ۱۳۳۹ دوستانه ۱ | تاج تهران | v | دیهیم تهران | تهران                 |
|                       |           |   |             | ورزشگاه: امجدیه تهران |

| ۲۲ مهر ۱۳۳۹ دوستانه ۲ | تاج تهران     | ۲ – ۲ | دارایی تهران | تهران                 |
|                       | نیرلو · افشار |       |              | ورزشگاه: امجدیه تهران |

| ۷ آبان ۱۳۳۹ دوستانه ۳ | تاج تهران | ۱ – ۰ | شاهین تهران | تهران                 |
|                       | جدیکار    |       |             | ورزشگاه: امجدیه تهران |

| ۱۵ آبان ۱۳۳۹ دوستانه ۴ | تاج تهران                        | ۲ – ۴ | ایم الاجونز کاستاریکا | تهران |
|                        | نیرلو ۴۶' · قلی‌زاده ۵۷' (پنالتی) |       |                       |       |

| ۱ آذر ۱۳۳۹ دوستانه ۵      | تاج تهران                       | ۶ – ۰ | منتخب مسجدسلیمان | تهران                               |
|                           | کوزه‌کنانی · اسماعیلی · قازاریان |       |                  | ورزشگاه: امجدیه تهران داور: پورامید |
| یادداشت: تماشاگر ۲۰۰۰ نفر |                                 |       |                  |                                     |

| ۱۱ آذر ۱۳۳۹ دوستانه ۶                       | تاج تهران                  | ۳ – ۲ | دارایی تهران | تهران                 |
|                                             | وطن‌خواه ۲۵' · اسماعیلی ۳۱' |       |              | ورزشگاه: امجدیه تهران |
| یادداشت: استفاده از برخی بازیکنان تیم دیهیم |                            |       |              |                       |

## سایر ورزشها
- در مسابقات دوچرخه سواری باشگاه‌های تهران، تیم تاج با کسب ۱۳ امتیاز عنوان قهرمانی را کسب نمود.
- در مسابقات پیاده‌روی کشوری، تیم دو نفره تاج عنوان قهرمانی را کسب نمود.
- در مسابقات بسکتبال باشگاه‌های تهران، تیم تاج عنوان قهرمانی را کسب نمود.
- تیم واترپلو تاج عنوان نخست رقابت‌های قهرمانی باشگاه‌های تهران را به دست آورد.
- در مسابقات ژیمناستیک قهرمانی باشگاه‌های تهران تیم تاج عنوان قهرمانی را کسب نمود.
- در مسابقات شنا و شیرجه قهرمانی باشگاه‌های تهران تیم تاج به عنوان قهرمانی دست یافت.

منبع